# Saint-Colomban-des-Villards
Saint-Colomban-des-Villards ist eine französische Gemeinde mit 138 Einwohnern (Stand: 1. Januar 2022) im Département Savoie in der Region Auvergne-Rhône-Alpes. Sie gehört zum Arrondissement Saint-Jean-de-Maurienne und zum Kanton Saint-Jean-de-Maurienne (bis 2015: Kanton La Chambre). Die Einwohner werden Colégnons, Colognons oder Villarins genannt.

## Geographie
Saint-Colomban-des-Villards liegt etwa 38 Kilometer südöstlich von Chambéry und etwa 40 Kilometer ostnordöstlich von Grenoble am Glandon, der in der Gemeinde entspringt. Umgeben wird Saint-Colomban-des-Villards von den Nachbargemeinden Saint-Alban-des-Villards im Norden und Nordosten, Fontcouverte-la-Toussuire im Osten, Saint-Sorlin-d’Arves im Süden und Südosten, Vaujany im Südwesten sowie Le Haut-Bréda im Westen und Nordwesten.
Hier liegt das Skigebiet Les Sybelles.

## Weblinks

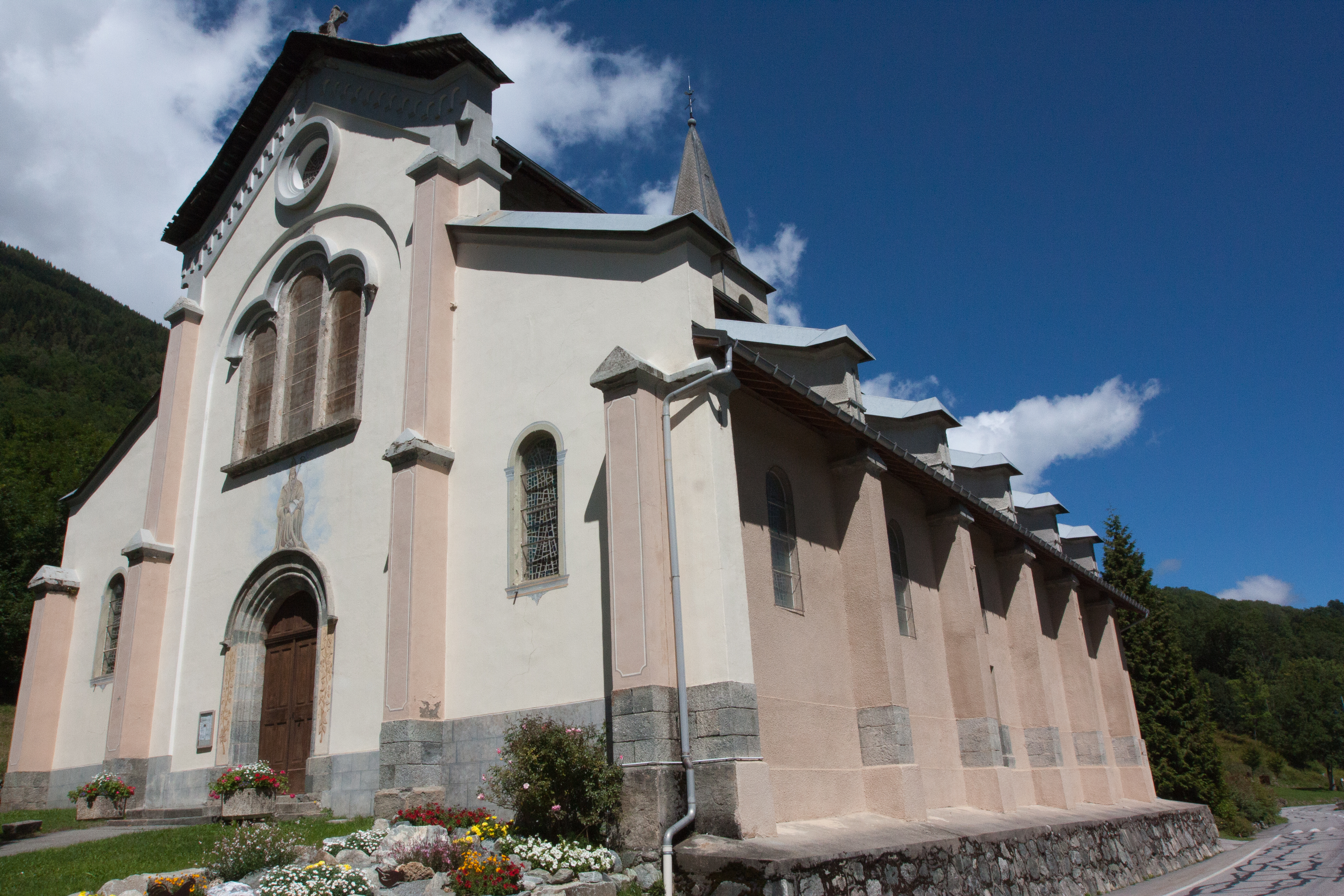
Kirche Saint-Colomban

## Bevölkerungsentwicklung
| Jahr                       | 1962 | 1968 | 1975 | 1982 | 1990 | 1999 | 2006 | 2013 | 2021 |
| Einwohner                  | 252  | 208  | 161  | 183  | 204  | 195  | 184  | 192  | 133  |
| Quellen: Cassini und INSEE |      |      |      |      |      |      |      |      |      |

## Sehenswürdigkeiten
- Kirche Saint-Colomban
- Kirche Saint-Alban
- zahlreiche Kapellen